# Лучшие враги (фильм, 1961)
«Лучшие враги» (англ. The Best of Enemies; итал. I due nemici) — комедийный фильм режиссёра Гая Хэмилтона снятый в 1961 году. В главных ролях известный британский актёр Дэвид Нивен и итальянский комедийный актёр Альберто Сорди.

### Сюжет
1941 год, Абиссиния. Восточноафриканская кампания Второй мировой войны.
Два офицера британской армии, майор Ричардсон и лейтенант Бёрк, отправляются в разведку на самолёте. Самолёт терпит крушение, и они оба попадают в плен к итальянцам, которыми командует майор Форнари, а в заместителях у него капитан Блази. Итальянцы направляются в форт Эгуадаба для перегруппировки со своей армией, о чём случайно пленникам проболтался Блази. Ночью итальянцы и их пленники натыкаются на британский патруль. Завязывается скоротечный бой, в ходе которого майор Форнари гибнет, а командование переходит к капитану Блази. И без того вымотанные, на голодном пайке, итальянцы не рады пленникам, и Блази в приватной беседе намекает на возможный тайный побег ночью, которому никто из его подчиненных мешать не станет, а заодно надеется, что Ричардсон и Бёрк расскажут своему командованию, что итальянцы не представляют особой угрозы, а значит и незачем их атаковать. Пленники пользуются намёком Блази, но, вернувшись в свой лагерь и всё доложив командованию, узнают о скорейшем наступлении на итальянцев и форт Эгуадаба, которое командование поручает всё тому же майору Ричардсону.
Тем временем итальянцы занимают форт, который оказался пуст. Из-за поломанной радиостанции они не получили руководства к действию, а их подкрепление куда-то ушло, покинув форт. Вскоре к форту подходят британцы, у которых явный численный и технический перевес в силах. Британцы предлагают итальянцам почётную сдачу. Увидев майора Ричардсона во главе британских сил, Блази отказывается сдаться, считая Ричардсона предателем и бесчестным человеком, и устраивает скандал. Британцы дают итальянцам час на размышление. За это время итальянцы незаметно покидают форт, бросив своих туземных солдат. Ричардсон возмущенный такой трусостью и дурачеством пытается преследовать итальянцев. Оба противника, не видя друг друга, останавливаются на ночлег в одном оазисе. Абиссинские воины, которых рекрутировал Блази на свою голову, ссорятся с итальянцами и, сбегая, в отместку поджигают оазис. И итальянцы, и британцы спасаясь от огня кидаются в одно озеро. В пожаре гибнет вся бронетехника британцев. Понимая, что деваться им некуда и они по прежнему в меньшинстве перед всё ещё вооруженным противником, итальянцы и Блази сдаются британцам, хотя, даже будучи военнопленным, Блази постоянно спорит с Ричардсоном, отказываясь исполнять его приказы в довольно эксцентричной и комичной манере.
Разбив временный лагерь и найдя мяч, итальянцы и британцы решают сыграть в футбол, но игра очень скоро перерастает в массовую потасовку. Ричардсон пытается остановить побоище выстрелами пистолета в воздух, чем привлекает воинов местного абиссинского племени, которых больше чем британцев и итальянцев вместе взятых и которые хотят завладеть стрелковым оружием колонизаторов. Постепенно между Ричардсоном и Блази возникает симпатия и даже доверие. Понимая, что они вместе попали в западню, итальянцы и британцы объединяются и ночью вместе пытаются выйти из окружения, но всех их в плен берут абиссинцы. Командующий абиссинцами отбирает у обеих сторон оставшееся оружие, амуницию и даже обувь и прогоняет иноземных завоевателей. Теперь босые и голодные они вместе бредут и наталкиваются на шоссе. Ричардсон этому очень рад, поскольку считает, что вывел людей из пустыни и по шоссе можно будет дойти до своих, но Блази отойдя в сторону по малой нужде, натыкается на шоссейный указатель «до Аддис-Абебы 10 километров». Итальянцы в восторге: Аддис-Абеба — это их тыл. Обе стороны расходятся в разные стороны — счастливые итальянцы маршируют в Аддис-Абебу, а британцам теперь придётся возвращаться за сотни километров к своим. Однако на шоссе британцы встречают грузовики со своими солдатами и выясняют, что Аддис-Абеба недавно пала и занята британскими войсками. По дороге они нагоняют ничего не подозревающих итальянцев, которые теперь уже окончательно сдаются.
В городе идёт погрузка пленных итальянцев в железнодорожные составы, которой командует капитан Ричардсон. Там он встречает Блази с итальянцами и проявляя к ним дань уважения отдаёт честь и приказ британским солдатам взять на караул.

## В ролях
- Дэвид Нивен — майор британской армии Ричардсон
- Альберто Сорди — капитан итальянской армии Витторио Блази
- Майкл Уайлдинг — лейтенант Бёрк
- Гарри Эндрюс — капитан Рутс
- Дункан МакРэй — сержант Треветэм
- Дэвид Опатошу — итальянский военный врач Бернаскони
- Альдо Джуффре — сержант Тодини
- Амедео Наццари — майор Форнари

### Награды
Золотой глобус (1963) 3 номинации:
- Лучший фильм, пропагандирующий мировое взаимопонимание
- Лучшая мужская роль (комедия или мюзикл) (Альберто Сорди)
- Лучший фильм (комедия)

Награда Британской академии кино и телевизионных искусств (1962) 2 номинации:
- Лучший иностранный актер (Альберто Сорди)
- Премия объединенных наций